# Clytellus laosicus
Clytellus laosicus là một loài bọ cánh cứng trong họ Cerambycidae.